# (1659) Punkaharju
(1659) Punkaharju est un astéroïde de la ceinture principale.

## Description
(1659) Punkaharju est un astéroïde de la ceinture principale. Il fut découvert le 28 décembre 1940 à Turku par Yrjö Väisälä. Il présente une orbite caractérisée par un demi-grand axe de 2,79 UA, une excentricité de 0,26 et une inclinaison de 16,5° par rapport à l'écliptique.

## Compléments